# 모티브 (드라마)
《모티브》(영어: Motive)는 2013년 2월 3일터 2016년 8월 30일까지 CTV에서 방영된 캐나다의 경찰물 텔레비전 시리즈이다.

## 개요
브리티시컬럼비아주 밴쿠버를 무대로 노동계급 한부모 형사 앤지 플린의 일과를 쫓아간다. 《형사 콜롬보》와 유사하게 매화 초반 살인자와 피살자를 밝히고 시작하며, 범인이 범행을 덮으려고 시도한 일들이 과거 회상으로 묘사되는 한편 수사를 통해 범인을 잡는 과정이 그려진다.

## 출연
- 크리스틴 리먼 - 앤젤리카 "앤지" 플린 형사 역
- 루이스 페레이라 - 오스카 베이가 형사 역
- 브렌던 페니 - 브라이언 루커스 형사
- 로런 홀리 - 베티 로저스 박사 역
- 밸러리 톈 - 웬디 성 순경 역
- 로저 크로스 - 보이드 블룸 경사 역
- 워런 크리스티 - 마크 크로스 경사 역
- 캐머런 브라이트 - 매니 플린 역
- 로라 메넬 - 서맨사 터너 역
- 빅터 가버 - 네빌 몽고메리 역